# 충북영동국악와인열차
충북영동국악와인열차(忠北永同國樂―列車)는 한국철도공사 주관으로 경부선을 왕복한 관광열차다. 처음은 무궁화호 등급으로 운행했으나 현재는 새마을호 등급으로 운행되고 있다. 여름철의 '영동포도축제', 가을철의 '난계국악축제'와 연계된다.

## 역사
2006년 12월 1일 새마을호 식당차 2량을 와인트레인으로 개조해 첫 운행을 시작했다. 무궁화호 정기 운행열차에 1량씩 편성돼, 와인 시음과 체험 레크레이션이 진행된 이색 테마열차로 운행을 시작했다. 당시 이 열차는 서울역 - 부산역 구간을 운행했고, 상품을 구입한 관광객 외에 일반인에게도 발매가 가능했다.
2007년 6월 1일에 무궁화호에서 새마을호로 승격했으며 새마을호 일반실 2량을 추가로 개조했고 이때부터 와인트레인의 조성칸이 2량에서 4량이 돼으며 객차형 새마을호 장대형 일반실 3량을 추가로 조성해 총 7량 편성으로 서울-부산간을 왕복했었다. 초기의 3달간은 8200호대 전기기관차가 견인했으나 2007년 9월 1일을 기점으로 7100호대, 7200호대, 7300호대, 7400호대 디젤기관차가 견인하게 됐다.
2009년 3월 18일부터는 충청남도 금산군의 인삼까지 홍보하려고 와인인삼트레인으로 이름을 변경하고, 열차안에서 와인과 인삼을 동시에 홍보하고 행사했다.
2011년 6월 13일부터 와인시네마트레인으로 다시 이름을 바꾸고, 3량을 추가 개해 7량으로 증결했다. 또한 운행구간이 서울역 - 영동역 구간으로 단축됐다. 이후 일반 발매가 폐지됐고 상품을 발매한 관광객만 이용이 가능하게 됐다. 한동안 전세열차나 관광열차로 운행하다가 2013년 12월경 철도 파업으로 운행이 임시 중단됐고, 2014년 1월 4일부터 운행이 재개됐다.
2014년 2월 8일, 차량 내·외부를 구영에스피에서 개조받아 새로이 운행을 시작했다. 2017년 3월경 운영을 중지했다가, 기존의 차량을 폐차하고 무궁화호 카페객차를 새로 개조해 충북영동국악와인열차로 개칭하고 2018년 2월 24일 운행을 다시 시작했다.

### 연혁
- 2006년 12월 1일: 새마을호를 개조해 와인트레인으로 운행 개시
- 2009년 3월 18일: 와인인삼트레인으로 개칭
- 2011년 6월 13일: 와인시네마트레인으로 개칭[5]
- 2014년 2월 8일: 구영SP에서 차량 리뉴얼 이후 운행 재개
- 2017년 3월경: 운행 중지
- 2018년 2월 24일: 충북영동국악와인열차로 개칭해 운행 재개[6]

## 운행 구간
- 서울역~영동역(왕복 2회)
  - 서울 - 용산 - 영등포 - 안양 - 수원 - 평택 - 천안 - 대전 - 영동

## 차량 번호

### 현재 (2018년2월 24일~)
| 차호     | 도입 시기   | 개조 시기 | 운행 중단 시기 | 비고          | 비고        |
| -------- | ----------- | --------- | -------------- | ------------- | ----------- |
| 7480 호  | 2000년 10월 | 2017년    | 운행 중        |               |             |
| 11348 호 | 2003년      | 2017년    | 운행 중        | 1호차(가야금) | 구 12985 호 |
| 11349 호 | 2003년      | 2017년    | 운행 중        | 2호차(비파)   | 구 12986 호 |
| 11350 호 | 2003년      | 2017년    | 운행 중        | 3호차(북)     | 구 12989 호 |
| 11351 호 | 2003년      | 2017년    | 운행 중        | 4호차(태평소) | 구 12990 호 |
| 11352 호 | 2003년      | 2017년    | 운행 중        | 5호차(해금)   | 구 12992 호 |
| 11353 호 | 2003년      | 2017년    | 운행 중        | 6호차(징)     | 구 12993 호 |
| 99418 호 | 2002년      | 2017년    | 운행 중        | 발전차        | 장구        |

### 과거 (2006년 12월~2017년 3월)
| 차호     | 도입 시기 | 개조 시기 | 운행 중단 시기 | 비고          |
| -------- | --------- | --------- | -------------- | ------------- |
| 11167 호 | 1993년    | 2009년    | 2017년         | 1호차(와인)   |
| 41 호    | 1992년    | 2006년    | 2017년         | 2호차(인삼)   |
| 11171 호 | 1993년    | 2009년    | 2017년         | 3호차(와인)   |
| 45 호    | 1992년    | 2006년    | 2017년         | 4호차(인삼)   |
| 10044 호 | 1991년    | 2011년    | 2017년         | 5호차(시네마) |
| 10046 호 | 1991년    | 2011년    | 2017년         | 6호차(시네마) |
| 10047 호 | 1991년    | 2011년    | 2017년         | 7호차(시네마) |
| 11328 호 | 1991년    | 2011년    | 2017년         | 8호차(시네마) |